# Katarzyna Stochaj
Katarzyna Stochaj (ur. 8 kwietnia 1983) – polska piłkarka grająca na pozycji obrońcy.
Zawodniczka AZS Wrocław, z którym sześciokrotnie wywalczyła mistrzostwo Polski (2001–2006), dwukrotnie Puchar Polski (2002/2003 i 2003/2004) i dwa razy była jego finalistką (2001/2002 i 2005/2006). Występowała w pierwszych pięciu edycjach Pucharu UEFA kobiet rozgrywając 18 gier i strzelając 2 bramki.
Reprezentantka Polski, uczestniczka eliminacji do Mistrzostw Świata 2003, MŚ 2007 oraz Mistrzostw Europy 2005. Od debiutu 5 maja 2002 wystąpiła łącznie 16 razy. Ma za sobą także 18 gier i 5 bramek w kadrze U-18.